# Füllmenbacher Hof
Der Füllmenbacher Hof ist ein Weiler, der zur Gemeinde Sternenfels im Enzkreis (Baden-Württemberg) gehört. Es handelt sich hierbei um eine Wohnsiedlung, bestehend aus drei Wohngebäuden und Scheunen sowie ein Backhaus. Eingebettet im Naturpark Stromberg-Heuchelberg, liegt das Ensemble ca. 25 km von der Kreisstadt Pforzheim. Der Hof ist insbesondere aufgrund seiner Verbundenheit mit dem Kloster Maulbronn (UNESCO-Welterbe) bekannt.

## Geographie

### Geographische Lage
Auf Luftlinie Diefenbach-Häfnerhaslach liegt das über 900 Jahre alte Hofgut, umgeben von Gärten, Obstbäumen, Äcker und Wiesen. Auf den Südwestlagen des Hofbergs sind Weinberge angelegt. Dieser Hügel, auch Häuslesberg genannt, erhebt sich auf bis zu ca. 80 m hoch über den Streitenbach. Der Standort ist immer noch als historische Weinberglandschaft erhalten, umsäumt von Trockenmauern. Wenige hundert Meter weiter nordwestlich am Streitenbach liegen die gleichnamigen Jugendhäuser, die aus einer Waldarbeitersiedlung entstanden sind.

### Gemeindezugehörigkeit
Der Füllmenbacher Hof ist Bestandteil der Gemeinde Sternenfels und gehörte mit den Höfen Burrainhof und Mettenbacher Mühle bis zur Gemeindereform in den 1970er Jahren der Gemeinde Diefenbach an.

## Geschichte
Der Streitenbach, in früheren Zeiten „Füllmenbach“ genannt, ist Namensgeber des Weilers.
Im Jahr 1085 findet der Hof seine erste geschichtliche Erwähnung im Reichenbacher Schenkungsbuch. „Eine adlige und tüchtige Frau namens Beatrix“ übereignete das damals verfallene Gehöft „Vilmodebach“ der Kirche. Mit Urkunde des Speyerer Bischof Günther von Henneberg ging der Füllmenbacher Hof 1152 in das Eigentum des nahe gelegenen Zisterzienserkloster Maulbronn über (Gründung 1147; seit 1993 UNESCO-Welterbe) und wurde ökonomisch derart wichtig, dass er 1156 in einer Urkunde von Kaiser Friedrich I erwähnt wird.
Um die wirtschaftliche Existenz der Zisterziensermönche zu sichern, entwickelte sich der Füllmenbacher Hof zur Grangie (Klosterhof), die von Konversen (Laienbrüdern) für den Ackerbau als „Rodungsinsel“ in Wassernähe erschlossen wurde. Nach Beschreibung des Oberamtes Maulbronn (1870) hatte der Hof eine landwirtschaftliche Nutzfläche von etwa 62 Hektar. Der nach 1680 am Streitenbach ausgehobene See wurde innerhalb der nächsten hundert Jahren zugeschüttet. Dieser erscheint noch auf einem "kolorierten Grundriss über den Baron Schertlinischen Hof Füllmenbach Hof" aus dem Jahre 1774 aber nicht mehr auf dem "geometrischen Plan des Friedrich Schoch zu Maulbronn 1785". Es handelte sich hierbei um den sogenannten "unteren See". Es gibt nördlich vom historischen Hof bei den ehemaligen Waldarbeiterhäuser den immer noch existierenden "mittleren See". Und versteckt im Wald den "oberen See".
Nachdem die Anzahl der Laienmönchen im Laufe des 13. Jahrhunderts abnahm, stellte man die Bewirtschaftung zunächst auf Lohnarbeiter und dann auf Verpachtung um. 
Namensentwicklung des Weilers:
1085: Vilmodebach
1152: Uilemobach
1156: Vilmutebahc
1177: Vilmotebach
1245: Vilmurodebach
1254: Vilmuthebach
1259: Fulmenbach
1270: Vilmutbach
1285: Filmutthibach
1407: Villenspach
1598: Fillmenbach
1684: Filmenbacher Hoff
1759: Füllmenbach der Hof
1760: Füllmenbach
1794: Füllmenbacher Hof

## Naturschutzgebiet
Seit 1995 ist der Füllmenbacher Hofberg im Naturpark Stromberg-Heuchelberg als Natur- und Landschaftsschutzgebiet ausgewiesen.

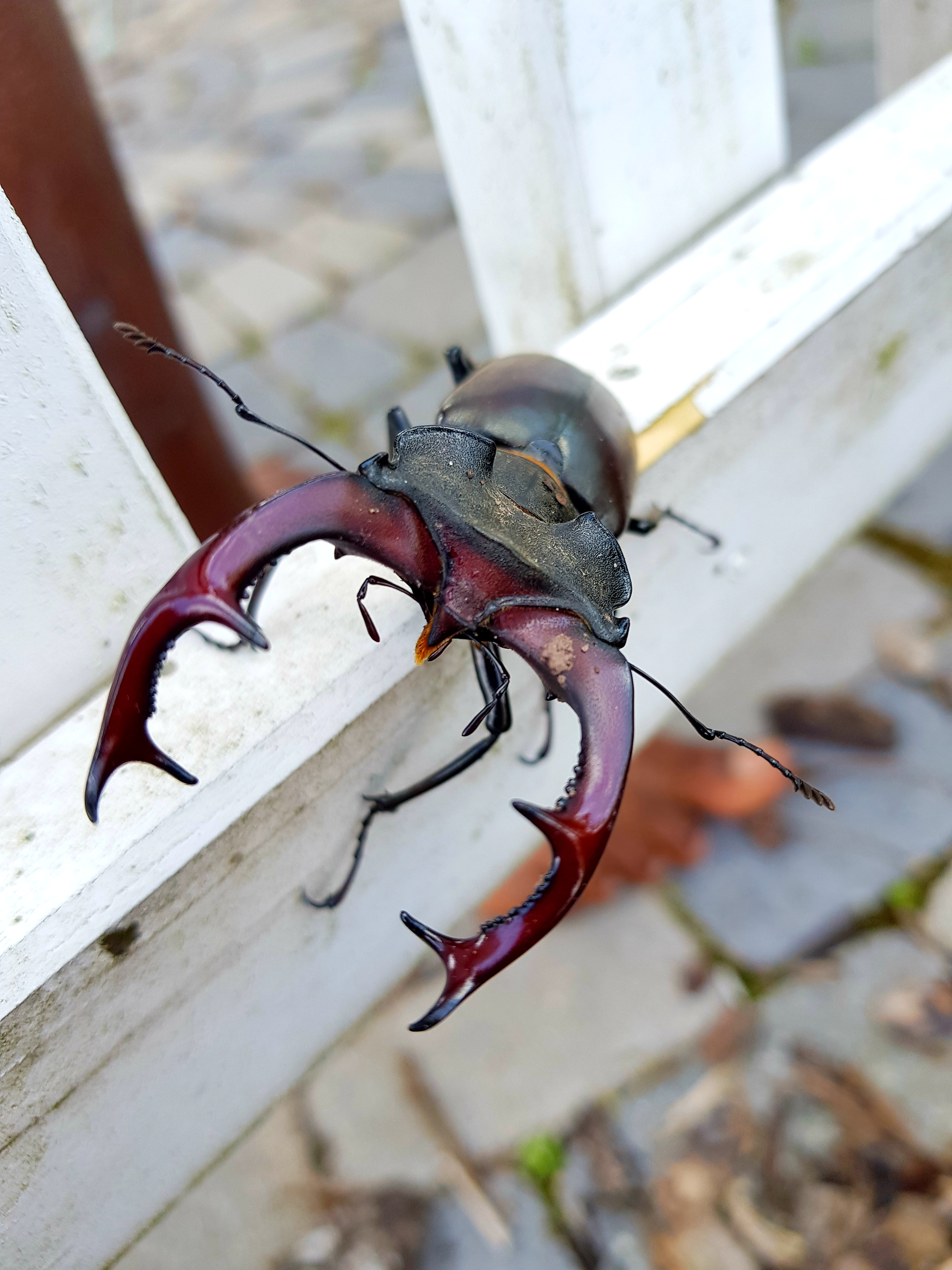

Das Streitenbachtal in dem sich der Füllmenbacher Hof befindet, bietet unzähligen Insekten und Tiere Lebensraum. Unter anderem begegnet man des Öfteren Feuerfaltern, Hirschkäfern sowie etlichen Vogelarten (Bachstelzen, Schwalben, Wanderfalken, Heidelerchen und Milane). Sogar die unter Naturschutz stehenden Bechsteinflerdermäuse wurden gesichtet.
An der südexponierten Lage des Füllmenbacher Hofberges wachsen ebenfalls zahlreiche Orchideen (Helm-Knabenkraut, Purpur-Knabenkraut u. a.).

## Bauwerke und Besonderheiten

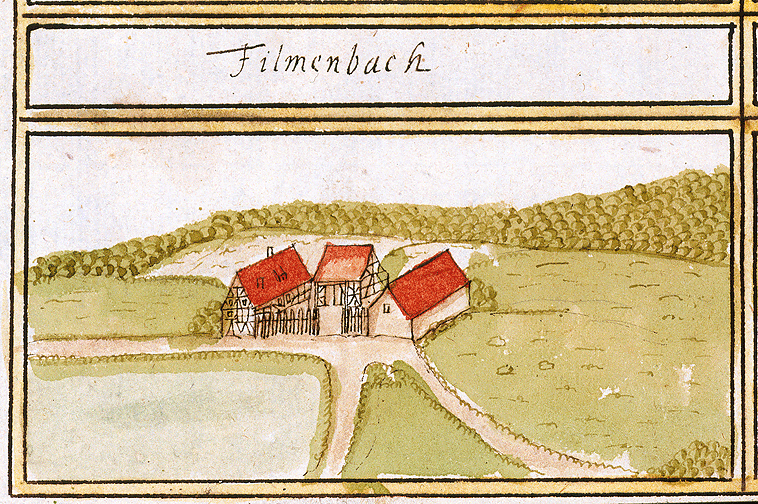
Füllmenbacherhof im Forstlagerbuch 1684 von Andreas Kieser

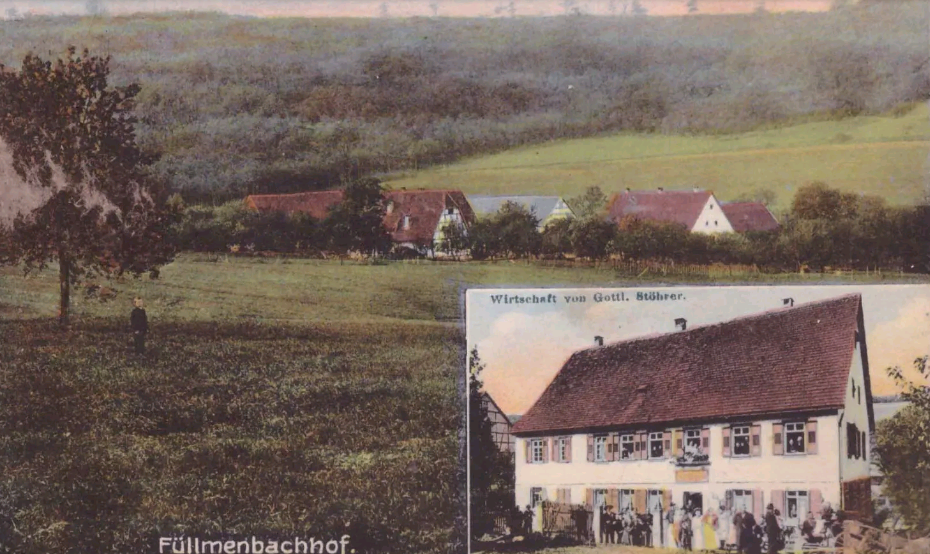
Verschickte Postkarte aus dem Jahr 1911

Das älteste, heute noch stehende Wohnhaus stammt aus dem Jahre 1506 (dendrochronologisches Gutachten). 
1795 wurde der Hof privatisiert. In diesem Zusammenhang wurde das Wohnhaus laut Urkataster von 1835 geteilt und beide Haushälften durch Querbauten erweitert. Die älteste Ansicht der westlich an der Straße erbauten Hofanlage ist im kieserschen Forstkartenwerk von 1680 überliefert. Noch vollständig erhalten ist die im Jahr 1808 errichtete Scheune, die die vorhandene mittelalterliche Scheune von 1527 erweiterte. Sowie man das Wohnhaus aufgeteilt hatte, wurde das Gut um eine weitere sehr langgestreckten Scheune ergänzt.
Von den ab 1847 hinzugekommenen Gebäuden, östlich der Straße, ist lediglich noch das um 1880 errichtete Backhaus Bestandteil der historischen Gesamtheit. Das letztgebaute Haus des Weilers stammt aus dem Jahr 2015.